# Глиссандо

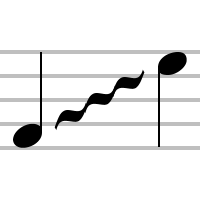
Глиссандо

Глисса́ндо (итал. glissando от фр. glisser — скользить) — музыкальный термин, штрих, означающий плавное скольжение от одного звука к другому; даёт колористический эффект.
Глиссандо предполагает плавный переход от одного звука к другому через все лежащие между ними звуки, возможные для воспроизведения на данном инструменте. В некоторых случаях глиссандо отличается от непрерывного портаменто. Разговорными эквивалентами глиссандо являются слайд, свип (имеется в виду эффект «дискретного глиссандо» на гитаре и арфе соответственно), бенд или «мазок».

## Продолжительное глиссандо или портаменто
На струнных инструментах эффект глиссандо достигается лёгким скольжением пальца по струне вдоль грифа, на фортепиано — скольжением пальцев преимущественно по белым клавишам, на тромбоне — плавным движением кулисы. Глиссандо используется также в пении (неумышленное glіssando является, однако, распространённой ошибкой исполнителей). В нотах этот приём сокращённо обозначают glіss. или g.
В электронной музыке эффект портаменто может быть заложен в саму морфологическую структуру синтетических звуков, а при исполнении на синтезаторах этот эффект может регулироваться с помощью специальных контроллеров.